# Madison (Virginia Occidental)
Madison es una ciudad ubicada en el condado de Boone, Virginia Occidental, Estados Unidos. Según el censo de 2020, tiene una población de 2913 habitantes.
Es la sede del condado.

## Geografía
La localidad está ubicada en las coordenadas 38°3′51″N 81°47′42″O / 38.06417, -81.79500 (38.064192, -81.794917). Según la Oficina del Censo de los Estados Unidos, Madison tiene una superficie total de 18.29 km², de la cual 18.14 km² corresponden a tierra firme y 0.15 km² es agua.

## Demografía
Según el censo de 2020, hay 2913 personas residiendo en Madison. La densidad de población es de 160.58 hab./km². El 93.10% de los habitantes son blancos, el 2.37% son afroamericanos, el 0.10% son amerindios, el 0.86% son asiáticos, el 0.17% son de otras razas y el 3.40% son de una mezcla de razas. Del total de la población, el 0.45% son hispanos o latinos de cualquier raza.